# زوجتي الرسمية (فلم 1914)
زوجتي الرسمية (بالإنجليزية: My Official Wife) فيلم أمريكي صامت، عرض عام 1914 من إخراج جيمس يونغ وتمثيل إيرل ويليامز، وهو أول فيلم ظهر فيه الممثل رودلف فالنتينو.

## روابط خارجية
- مقالات تستعمل روابط فنية بلا صلة مع ويكي بيانات